# هدف (صحرا بردسكن)
هدف (بالفارسية: هدف) هي قرية تقع في إيران في قسم صحرا الريفي. يقدر عدد سكانها بـ 31 نسمة .